# راي دانيال (لاعب كرة قدم)
راي دانيال (بالإنجليزية: Ray Daniel)‏ (10 ديسمبر 1964 بلوتن في المملكة المتحدة - ) هو لاعب كرة قدم بريطاني في مركز الدفاع. لعب مع كارديف سيتي ونادي بورتسموث ونادي غيلينغهام ونادي لوتون تاون ونادي والسول ونوتس كاونتي وهال سيتي.

## وصلات خارجية
- راي دانيال على موقع قاعدة بيانات كرة القدم.إي يو (الإنجليزية)